# Elephant Seal Cove
Die Elephant Seal Cove (polnisch Zatoka Słoni Morskich „Bucht der See-Elefanten“) ist eine kleine Bucht an der Südküste von King George Island im Archipel der Südlichen Shetlandinseln. Sie liegt zwischen dem Turret Point und dem Mersey Spit und öffnet sich gegenüber von Penguin Island zur Katsui Strait. 
Der polnische Geologe Andrzej Paulo benannte sie im Zuge einer von 1979 bis 1980 durchgeführten polnischen Antarktisexpedition nach den dort zahlreich vorhandenen Südlichen See-Elefanten. Im Composite Gazetteer of Antarctica des Scientific Committee on Antarctic Research (SCAR) wird die Bucht irrtümlich mit der See-Elefanten-Bucht der Drakestraße an der Westküste der Fildes-Halbinsel gleichgesetzt, offenbar weil der von Deutschland ans SCAR gemeldete Datensatz bis 2020 keine Beschreibung enthielt und die beiden Buchten genau einen Längengrad voneinander entfernt auf derselben Insel liegen.